# Tyrannochthonius ecuadoricus
Espèce
Synonymes
- Morikawia ecuadorica Beier, 1977

Tyrannochthonius ecuadoricus est une espèce de pseudoscorpions de la famille des Chthoniidae.

## Distribution
Cette espèce se rencontre en Équateur et au Pérou.

## Étymologie
Son nom d'espèce lui a été donné en référence au lieu de sa découverte, l'Équateur.

## Publication originale
- Beier, 1977 : Pseudoscorpionidea. Mission Zoologique Belge aux îles Galapagos et en Ecuador (N. et J. Leleup, 1964-1965), Bruxelles, p. 93-112.